# École normale de Nazareth

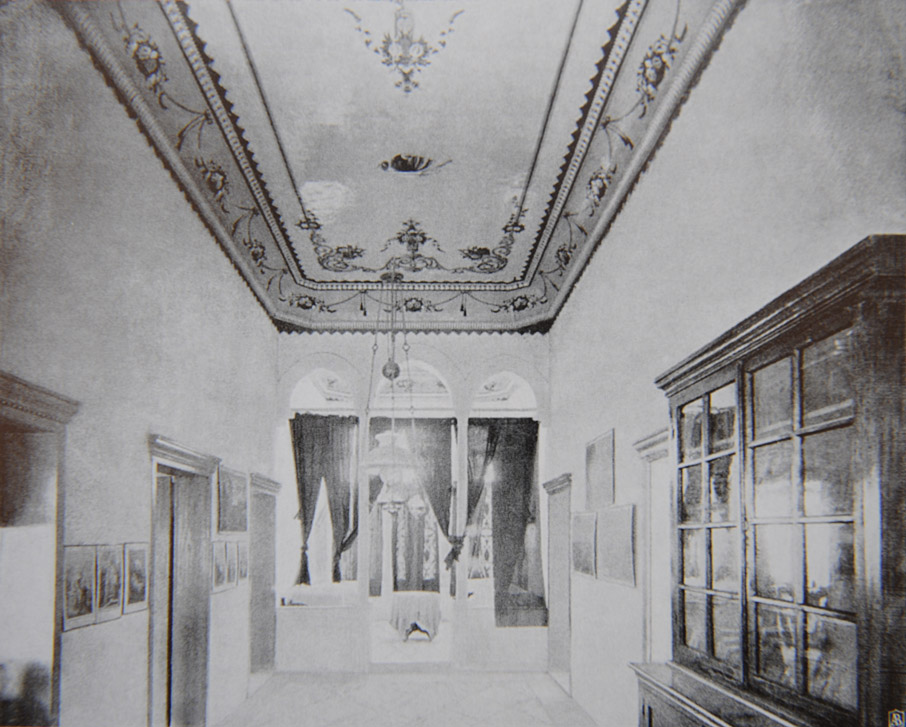
L'École normale de Nazareth en 1907.

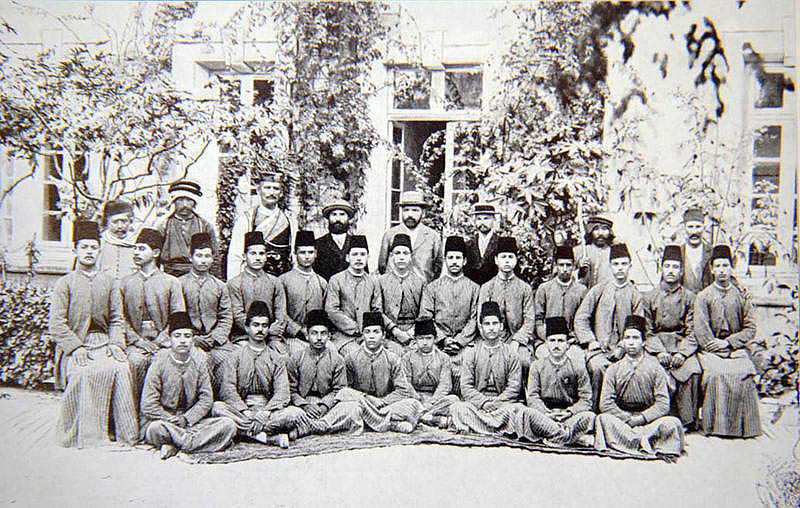
Des élèves de l'école en 1907.

 (août 2019).
L'École normale de Nazareth (en russe : Мужская учительская семинария в Назарете) était une école pour garçons fondée par la Société impériale orthodoxe de Palestine à Nazareth (alors dans l'Empire ottoman) en septembre 1886.

## Anciens élèves
- Nassib Arida
- Abdelmassih Haddad
- Mikhaïl Nouaïmé